# Reuben Ayarna
Reuben Ayarna, född 22 oktober 1985 i Accra, är en ghanansk fotbollsspelare (defensiv mittfältare) som spelar för IK Kongahälla. Han har tidigare spelat i bland annat BK Häcken och Gais.
Ayarnas moderklubb är Liberty Babies i hemlandet. 2005 flyttade han till USA och spelade (europeisk) fotboll för Boston College, innan han värvades till Gais under sommaren 2008. År 2012 gick GAIS och Ayarna skilda vägar och i början av 2013 värvades han till Häcken.

## Spelstil och position
Reuben Ayarna är vänsterfotad och har positionen som defensiv innermittfältare (eller balansspelare), där han i försvarsspelet fungerar som bollvinnare. Han var spelfördelare i Gais uppbyggnadsspel. Ayarna har själv sagt att han "alltid spelat nästan uteslutande med kortpassningar", men under sin tid i Gais adderade han, med hjälp av lagets assisterande tränare Kjell Pettersson, krossbollar som en ytterligare dimension till sitt passningsspel. Hans skott är dock en svaghet; trots totalt 46 skott mot mål hade han efter säsongen 2011 fortfarande inte gjort mål för Gais i Allsvenskan. Det första målet kom dock säsongen 2012 i en match mot IFK Norrköping.

## Karriär

### Uppväxt och tidig fotbollskarriär
Reuben Ayarna föddes 1985 i Ghanas huvudstad Accra, där han bodde under sina första fyra år i livet. Modern var rektor på en skola och fadern arbetade som tjänsteman på ett statligt oljebolag. I samband med att Ayarnas far förflyttades till Tamale, regionhuvudstad i landets nordregion, och tog med sig Ayarna, upptäckte han fotbollen. I den medelklass som familjen tillhörde sågs fotboll som en sport för de fattiga gatubarnen, och Ayarnas föräldrar ogillade sonens nya sysselsättning, då de ville att han skulle satsa allt på studierna. Reuben fortsatte dock att spela fotboll efter skoltid, trots att det resulterade i bestraffningar från både föräldrar och skolpersonal. Som nioåring återvände Ayarna 1994 till Accra, och tre år senare fick han för första gången chansen att spela organiserad fotboll, när en ungdomstränare i den då nybildade klubben Liberty Professionals erbjöd honom en plats i ungdomslaget Liberty Babies. Ayarna fick inte tillstånd av föräldrarna, men började ändå spela i klubben utan deras vetskap. Han blev kapten för laget och när de vid ett tillfälle vann en nationell ungdomsturnering fick föräldrarna se Ayarna lyfta pokalen i direktsänd TV. Han hade blivit avslöjad, men samtidigt blev modern och fadern stolta över sonen och deras inställning till Ayarnas fotbollsspelande mjuknade. Ayarna studerade och spelade fotboll på Presbyterian Boys' Secondary School, där han säsongerna 2003/2005 och 2004/2005 blev utsedd till bästa fotbollsspelare.

### Amerikanskt universitetsstipendium
Under den sista tiden på gymnasiskolan var Ayarna kluven; han hade svårt att se hur han skulle kunna kombinera fotbollsspelandet med universitetsstudier. Det skulle dock komma en lösning på problemet; Sellas Tetteh var tränare för Ghanas U23-landslag och hade från en av sina kontakter på Boston College i USA fått höra att skolan var intresserad av att plocka dit en ghanan som både var en duktig fotbollsspelare och student. Tetteh tipsade skolan om Reuben Ayarna, och de skickade över en scout som intervjuade honom och tittade på två matcher. Ayarna erbjöds ett stipendium för tre års studier och 2005 lämnade han hemlandet för USA. Ayarna tillbringade tre år på Boston College, där han studerade datavetenskap och spelade för skolans herrfotbollslag.

### Gais
"Jag är så glad över flytten, eftersom jag i hela mitt liv har drömt om att få spela i Europa. [...]
 Det fanns också flera toppklubbar i den amerikanska högstaligan som var intresserade av mig,
 men jag tror att Europa har mycket mer att erbjuda än MLS." 
Sedan 2006 hade den allsvenska klubben Gais haft nigerianen Prince Ikpe Ekong som ordinarie defensiv mittfältare. Sommaren 2008 köptes Ekong av Djurgårdens IF, vilket gjorde att klubben var i behov av en ersättare på samma position. Man upptäckte Ayarna, och med hjälp av agenten Patrick Mörk blev han i början av juli 2008 klar för Gais. Han skrev på ett 4,5-årskontrakt med klubben, vilket går ut efter säsongen 2012, och tilldelades tröjnummer 6.
Ayarna fick dock dåligt med speltid av Gais dåvarande tränare Magnus Pehrsson. Debuten i allsvenskan dröjde fram till säsongens sista omgång, då Ayarna fick starta en match mot AIK. Han var bland annat nära att göra mål på ett långskott, och blev utsedd till matchens lirare. Efter säsongen fick Gais en ny tränare i form av Alexander Axén, och 2009 började Ayarna göra regelbundna inhopp. Under året spelade han totalt 19 ligamatcher, men endast sju av dessa var som startspelare. Reuben konkurrerade med Johan Mårtensson om en av de två defensiva mittfältspositionerna. Tränaren Axén trodde inte att de båda kunde vara på plan samtidigt, eftersom de var alldeles för lika i sitt spelsätt, men i den avslutande matchen borta mot Halmstads BK fick Ayarna och Mårtensson starta tillsammans. Gais vann med 3-1 och bröt därmed en svit på fyra matcher utan vinst. De båda spelarnas samarbete var en bidragande orsak till segern och den efterföljande säsongen var de båda ordinarie på lagets mittfält. Sommaren 2011 lämnade Mårtensson klubben, men Ayarna är fortfarande ordinarie och har Markus Gustafsson som ny partner på innermittfältet. Denna säsong var Ayarna en klart bidragande orsak till Gais femteplats i Allsvenskan; klubbens högsta placering i ligan sedan 1989. Den 22 april 2012 gjorde Ayarna sitt första mål för Gais då han sköt slutresultatet 2–0 i en match mot IFK Norrköping.
2014 återvände Ayarna till Gais på ett korttidskontrakt säsongen ut. Ayarna var en bidragande orsak till att lagets negativa trend vände, och efter säsongens slut förlängdes kontraktet över 2015.

### IK Kongahälla
Sommaren 2021 återvände Ayarna till Sverige och gick till division 3-klubben IK Kongahälla.

## Statistik
Spelade matcher, mål och assist i liga- och cupspel för Reuben Ayarna. Uppdaterat 6 januari 2014.
| Klubb                              | Säsong | Liga    | Liga | Liga   | Cup     | Cup | Cup    | Totalt  | Totalt | Totalt |
| Klubb                              | Säsong | Matcher | Mål  | Assist | Matcher | Mål | Assist | Matcher | Mål    | Assist |
| ---------------------------------- | ------ | ------- | ---- | ------ | ------- | --- | ------ | ------- | ------ | ------ |
| Boston College Eagles men's soccer | 2005   | 15      | 1    | 5      | ?       | ?   | ?      | 15      | 1      | 5      |
| Boston College Eagles men's soccer | 2006   | 17      | 1    | 7      | ?       | ?   | ?      | 17      | 1      | 7      |
| Boston College Eagles men's soccer | 2007   | ?       | ?    | ?      | ?       | ?   | ?      | ?       | ?      | ?      |
| Boston College Eagles men's soccer | 2008   | ?       | ?    | ?      | ?       | ?   | ?      | ?       | ?      | ?      |
| Gais                               | 2008   | 1       | 0    | 0      | 0       | 0   | 0      | 1       | 0      | 0      |
| Gais                               | 2009   | 19      | 0    | 0      | 1       | 0   | 0      | 20      | 0      | 0      |
| Gais                               | 2010   | 18      | 0    | 0      | 1       | 0   | 0      | 19      | 0      | 0      |
| Gais                               | 2011   | 27      | 0    | 1      | 1       | 0   | 0      | 28      | 0      | 1      |
| Gais                               | 2012   | 29      | 1    | 0      | 0       | 0   | 0      | 29      | 1      | 0      |
| BK Häcken                          | 2013   | 5       | 0    | 0      | 1       | 0   | 0      | 6       | 0      | 0      |
| Totalt                             | Totalt | 131     | 3    | 13     | 4       | 0   | 0      | 135     | 3      | 13     |